# Herbert Olivecrona
Herbert Olivecrona (Visby, 11 de julho de 1891 – Estocolmo, 15 de janeiro de 1980) foi um neiricururgião sueco, conhecido como cirurgião cerebral.

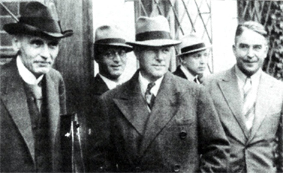
Otfrid Foerster, Herbert Olivecrona e Wilhelm Tönnis

Olivecrona, cuja família originalmente imigrou da Finlândia para a Suécia no século XVII, era filho do juiz Axel Olivecrona (1860-1948) e da condessa Ebba Morner e foi para a escola em Uppsala. A partir de 1909 estudou medicina na Universidade de Uppsala, a partir de 1912 no Instituto Karolinska, onde foi assistente no Instituto de Patologia durante dois anos, bem como no Instituto de Patologia dos Hospitais Municipais de Dortmund. Em 1918 graduou-se e tornou-se assistente no departamento de cirurgia da Clínica Universitária da Universidade de Leipzig, onde voltou-se para a cirurgia cerebral. Em 1919 tornou-se médico assistente do Hospital Serafim em Estocolmo, o hospital universitário. No mesmo ano foi para o Laboratório Hunteriano na Universidade Johns Hopkins por um ano com uma bolsa de estudos da American-Swedish Society. Lá também trabalhou como observador na clínica do famoso cirurgião William Stewart Halsted. A partir de 1920 estava de volta ao Serafim Hospital em Estocolmo, onde se tornou médico sênior e operou um grande número de tumores cerebrais, sendo o único cirurgião na Suécia na época. Foi assistido pelo radiologista Erik Lysholm (1891–1947), que encorajou Olivecrona a desenvolver novas técnicas de diagnóstico para cirurgia cerebral (como a ventriculografia, neurorradiologia diagnóstica para a localização precisa de tumores). Olivecrona recebeu seu doutorado em 1922.
A partir de 1924 foi professor associado e a partir de 1935 professor titular de neurocirurgia no Instituto Karolinska, onde permaneceu em 1960. Sua cátedra foi uma das primeiras desse tipo na Europa.
Em 1929 estagiou por um mês com o cirurgião estadunidense Harvey Cushing, que ficou impressionado com Olivecrona durante uma visita a Estocolmo em 1929, que o selecionou com 27 outros no Congresso Internacional de Neurologia de Berna em 1931 a participar de um banquete privado.
A partir de 1930 foi médico-chefe de neurocirurgia do Serafim Hospital em Estocolmo com uma seção própria de 50 leitos.
Um dos pacientes mais conhecidos de Olivecrona foi o escritor húngaro Frigyes Karinthy, que operou um tumor cerebral sob anestesia local em 1936. Karinthy escreveu suas experiências da operação sob o título "Viagem ao redor do meu crânio".
O departamento de Olivecrona se tornou um ímã para neurocirurgiões de todo o mundo que estudaram com ele. Em 1960 aposentou-se como professor, mas continuou a exercer a profissão privadamente.
Em 1951 realizou a primeira hipofisectomia (retirada da hipófise, de dificil acesso cirúrgico). Executou a operação várias vezes como um meio de combater o câncer grave.
Em 1960 montou uma neurocirurgia no Cairo, a convite do governo egípcio.
Em 1956 recebeu a primeira Medalha Fedor Krause. Foi eleito membro da Academia Leopoldina.

## Obras
- Die chirurgische Behandlung der Gehirntumoren: eine klinische Studie, Springer Verlag 1927
- com Hilding Bergstrand, Wilhelm Tönnis Gefässmissbildungen und Gefässgeschwülste des Gehirns, Leipzig, Thieme 1936